# 金珠玛米赞
《金珠玛米赞》，二胡独奏曲，王竹林于1959年创作。

## 背景
作者曾在西藏生活，以藏族民间歌舞曲的典型音调“堆谐”和“朗玛”所创作的二胡曲。

## 内容
「金珠玛米」為藏语「བཅིངས་འགྲོལ་དམག་མི（威利转写：bcings 'grol dmag mi）」，意為「菩萨兵」，是藏人对解放军的称呼。作者欲以此曲歌颂解放军並创造民族团结的氛围。